# Buena Fe (ciudad)
Buena Fe, también conocida como San Jacinto de Buena Fe, es una ciudad ecuatoriana; cabecera cantonal del Cantón Buena Fe, así como la tercera urbe más grande y poblada de la Provincia de Los Ríos. Se localiza al centro-norte de la región litoral del Ecuador, en una extensa llanura, en la orilla derecha del río Quevedo, a una altitud de 103 m s. n. m. y con un clima lluvioso tropical de 22,6 °C en promedio.
En el censo de 2022 tenía una población de 46.779 habitantes, lo que la convierte en la trigésima tercera ciudad más poblada del país. Forma parte del área metropolitana de Quevedo, pues su actividad económica, social y comercial está fuertemente ligada a Quevedo, siendo "ciudad dormitorio" para miles de trabajadores que se trasladan a aquella urbe por vía terrestre diariamente. El conglomerado alberga a 555.851 habitantes, y ocupa la sexta posición entre las conurbaciones del Ecuador.
Sus orígenes datan de mediados del siglo XX. Desde su fundación, la urbe ha presentado un acelerado crecimiento demográfico, debido a su ubicación geográfica, hasta establecer un poblado urbano, que sería posteriormente,uno de los principales núcleos urbanos de la provincia. Es uno de los más importantes centros administrativos, económicos, financieros y comerciales de Los Ríos. Las actividades principales de la ciudad son el comercio, la agricultura y la ganadería.

## Toponimia
Su nombre se origina en 1943, año en el que llegaron al sector que se rumoraban las tierras pertenecían a Alto Palenque, desde el pueblo de Salitre, Don Medardo Espinoza Cabezas y Rosa Figueroa Carillo, ellos se asentaron en un pequeño lote de terreno ubicado en el sector que ahora se llama las Vegas donde levantaron su casa, y es ahí donde empiezan a vender productos de primera necesidad a los integrantes de este asentamiento. Así como también les brindaban alojamiento a los forasteros y les proporcionaban alimentos. En un buen día un señor llamado Francisco Vera, motivado por la hospitalidad y fe de esta familia, dijo que deberían de colocar un nombre a ese lugar, entonces cogió un pedazo de carbón y escribió sobre una pared de la tienda: “Esta es gente de Buena Fe”. Con el transcurso del tiempo este establecimiento ofrecía, variedad de productos y se hizo costumbre entre los moradores ir a comprar a este lugar, llegando a ser muy popular. De ahí que se adoptara el nombre de “Buena Fe” para la comuna.

## Historia

### Época prehispánica
En los territorios de Buena Fe, se asentó la Cultura Milagro-Quevedo. Existió desde aproximadamente 500 d. C., hasta la llegada de la invasión española alrededor del año 1500 d. C. Esta cultura prehispánica ocupó la zona comprendida entre las estribaciones occidentales de la cordillera de los Andes y las colinas del litoral ecuatoriano, constituyendo, con los Atacames, Jama II y Manteño-Huancavilca las últimas culturas en la costa ecuatoriana antes de la llegada de los primeros españoles en 1526, con quienes se iniciará el periodo de conquista y colonización.
Milagro-Quevedo constituye una de las culturas precolombinas que mayores territorios ocupó, pues su expansión comprendió todo el sistema fluvial del Guayas incluyendo sus dos grandes ríos Daule y Babahoyo, y todos sus afluentes.
Se definían étnicamente como chonos, sus miembros fueron consumados orfebres que trabajaron delicadamente el oro y la plata, y llevaban para su adorno personal hasta doce aretes (seis en cada oreja), no solo en el lóbulo sino alrededor del pabellón.
Uno de los rasgos que caracterizaban a esta cultura y quizá el más destacado fue la existencia de un gran número de Tolas en casi todo el territorio que ocuparon. A menudo estas Tolas se encuentran en grupos, pero las hay también aisladas. Los tamaños son variables, así como sus formas. Las más pequeñas suelen medir unos 10 metros de diámetro por apenas solo dos de altura, mientras que las más grandes pueden tener dimensiones impresionantes: más de 100 metros de longitud por unos 30 de altura y sobrepasando los 10 de altura.

### Primeros asentamientos y pobladores
En 1846 el franco Sebastián Wiesse, dio a conocer la existencia de estas tierras que en aquel tiempo se rumoraba pertenecían al Alto Palenque. 
El avance de los habitantes de la parroquia Quevedo en ese entonces, y las que venían de otros lugares, con la intención de explotar la madera y el caucho, hicieron un pequeño asentamiento para pernoctar por varios días en el sector conocido actualmente como La Alegría del Congo, desde allí se dirigirán diariamente al caserío que posteriormente se conoció coma Buena Fe.  Una vez que los primeros pobladores construyeron sus pequeñas casas de caña de madera, se fue incrementado el número de habitantes, en su mayoría provenientes de Manabí. 
Entre 1910 y 1920 llegaron los primeros pobladores destacan personajes como José Suárez Cuadra, Medardo Espinoza, Maura Espinoza, Aníbal Oyola, Miguel Méndez, Gabriel Rivera, Segundo Orejuela, Manuel Nogales Calvopiña, Hermenegildo Rivera, y la familia Cerezo. 
Tiempo después vinieron los señores Manuel Yépez, Honorina Moreira, Felipe Álvarez, Argemiro Cedeño Cevallos, Gala Medina, Heroína Guerrero, Dimas Franco, Mauro Segovia, las familias Chang y San, Mendoza Álava, Nogales Izurieta, Ramón S Pinoargote, Juanita Calderón entre otras. 
Dado el progreso de la comuna, el ilustre Consejo del Cantón Quevedo la elevó a la categoría de parroquia rural el 20 de julio de 1977, tiempo después habiendo logrado un marcado desarrollo en todos los aspectos, especialmente en el poblacional, cultural, agrícola y económico, se crea el cantón Buena Fe el 7 de agosto de 1992. 
En 1998 se eleva a la categoría de Parroquia Rural del cantón Buena Fe a la comuna Patricia Pilar, el 24 de junio.

### Parroquialización
Por allá en los años de 1972, apareció la comuna de Buena Fe, gracias a que el ministerio de Bienestar Social dono a la comuna 20 hectáreas de terreno, sus organizadores fueron la señora Sra. Heroína Guerrero, Sr. Carlos Aspiazu, Sr. Tobías Romero, Sr. Víctor Zurita, Don Simón Parra y el Sr. Franklin Torres Ron, entre otras personas, lo que permitió a la comuna a urbanizarse, lotizar en solares, de esta forma se agrandó la población. 
Un distinguido poblador de ese entonces llamado Raúl Gaibor Maldonado, dio a conocer en una noche una idea de formar una pre cooperativa de vivienda en los terrenos de la familia Nogales, desde esa noche fue creciendo el entusiasmo de las personas quienes cada vez eran más y más por lo que se pudo formar la directiva de la pre cooperativa. Siendo elegido presidente el Sr. Raúl Gaibor Maldonado. Concurridos unos pocos meses el secretario de la pre cooperativa el Sr. Alejandro García fue asesinado en su propia sastrería, fue por este motivo que el Sr. Raúl Gaibor Maldonado renunció a dicho cargo, después de una semana se convocó a una Asamblea general, a la cual asistieron personas de distintos lugares aledaños y hasta de Quevedo. En dicha asamblea fue elegido presidente el Sr. Alembér Vera, y en una de las secciones de la Asamblea se retomó la idea de comprar el terreno de la familia Nogales, en los cuales asentarían la pre cooperativa, a la que inicialmente se le nombraría “Los Laureles”, al no querer ellos vender las tierras, la directiva  acordó invadir los plantíos (laureles, café, cacao, aguacate, etc.), las personas se agruparon con hachas, machetes, etc., y tumbaron 5 hectáreas de plantíos en 1 hora.
Finalmente el dueño el Sr. Manuel Nogales Izurieta accedió vender las 30 hectáreas con la condición de cambiar el nombre de “Los Laureles” a “Santa Rosa” en honor a la mama de ellos la Sra. Rosa Izurieta, lo que la cooperativa accedió a cambiar el nombre, pero los señores Nogales no se les estaba permitido vender estos terrenos ya que fueron denunciados como baldíos, y tuvieron que acudir al IERAC, para que vendieran los terrenos y finalmente la Familia Nogales vendió los plantíos.
Luego de conseguir los requisitos legales correspondientes, el último viaje que la directiva de la cooperativa Santa Rosa hicieron a Quito, fue a Quito a la Subsecretaría del Ministerio del Gobierno, presentado el plano de agua potable que les proporcionó el Sr. Raúl Cedeño Zabala, el subsecretario quedó admirado y propuso mejor que lo hagan cantón, pero la comisión solo permitió hacerla parroquia de Quevedo.
Buena Fe fue parroquial izado el 11 de octubre de 1979 por decreto #174 y perteneció, como parroquia rural al cantón Quevedo.

### Cantonización
Su inicio se dio en pleno apogeo del Roldosismo en 1988. Para aquella época en el pueblo aparece una figura pública como es el ciudadano Julio Zapatier Arias, candidato a diputado o asambleísta por la provincia de Los Ríos, representando a al Partido Roldosista Ecuatoriano (PRE).
En sus intervenciones políticas; pregonaba que lo primero que haría en cuanto llegue al parlamento como diputado serio presentar el proyecto de Cantonización de Buena Fe. Y en efecto así sucedió. Ocho días de posesionado como tal; envió hasta Buena Fe un telegrama oficial dirigido al Sr. Jimmy Barros Solís; solicitando la carpeta con la documentación de Buena Fe para presentarla a la Secretaría del Parlamento Nacional. 
Con este antecedente Jimmy Barros, se pone en contacto con Javier Alcívar Mendoza y le encarga que llame a los ciudadanos más altruistas de la parroquia para una sesión y tratar el tema de la cantonización.
El lugar que fue escenario de la primera reunión para el cual fueron convocados fue precisamente lo que es hoy el Palacio Municipal; anteriormente la casa comunal. Ahí se trató el tema motivo de la convocatoria y se deliberaron muchas opciones; entre ellas La conformación del comité Pro-cantonizacion de Buena Fe. Cuya presidencia recayó en la persona del Sr. Manuel Leónidas Acurio. Con la asistencia de todo el equipo emprendieron actividades para recolectar recursos que les permitían financiar los gastos de operación de lo que constituía el ansiado propósito “La Cantonización”. Y la primera actividad fue precisamente la rifa de un torete donado gentilmente por el Sr. Roque Mendoza Álava; ciudadano oriundo de Manabí, pero orgulloso ciudadano Buenafesino.
Las reuniones de aquel comité se daban cada 8 días, las colisiones por consiguiente; esto representaba dinero más aún, fue necesario formar un Comité de auspicio económico el mismo que lo encabezaban personas generosas como el Sr. Segundo Wong Mayorga, Sr.  Segundo Wang Quintana, Don Roque Mendoza, Don Walter Andrade, etc.
Cabe indicar que hubo negligencia por parte del presidente del Comité el Sr. Acurio. Esto causaba retraso en las gestiones, más aún, se opta por reemplazarlo y en sesión del Comité se expuso el motivo y se hizo principal al Sr.  Homero Villacrés Fonseca. 
Ya con la asistencia de Villacrés; las gestiones tomaron otro rumbo a tal punto que desde el Oriente Ecuatoriano fue invitado a esta localidad un profesional en elaboración de proyectos de Cantonizaciones, provincializaciones, etc.  Se trataba del Dr. en Sociología Luis López Silba; oriundo de Quito, quien fue invitado para que brinde Una conferencia sobre este tema. Se programa la reunión en el mismo local “Casa Comunal” y con la asistencia de una mayoría de personalidades de la comunidad; en donde el discurso de orden estuvo a cargo del antes mencionado Profesional. 
También es bueno añadir que no todo fue color de rosa, hubo resistencia por parte de un representante de la provincia el entonces alcalde de Quevedo; Eloy Mueckay Bazurto de las filas social cristiana; se oponía a toda costa para que el proyecto no pasara. 
Fue uniendo esfuerzos que viajaban constantemente en compañía de ciudadanos que querían ver hecha realidad su aspiración, y fue un 4 de agosto de 1992, que  en  sesión  del  plenario de incluye en el orden del día como punto primero TRATAMIENTO, ANÁLISIS, DISCUSIÓN Y APROBACIÓN DEL PROYECTO DE CANTONIZACIÓN DE BUENA FE; patrocinado por el Diputado Julio  Zapatier Arias, representante de la Provincia  de Los Ríos. 
El nerviosismo se apoderó de todos los  presentes en la sala momentos en que el  Secretario ponía en consideración de  los  Diputados  el  tema  en  discusión  y   solicita  la  palabra  el Honorable  Diputado  Marco  Proaño  Mayas;  Jefe  de  la  bancada  Roldosista para  con  elementos suficientes  de  juicio  proponer  que  La  Parroquia  Buena Fe  de  la  provincia  de  Los  Ríos;  cumple con  los  requisitos  jurídicos  exigidos  por  la  ley,  y  además  cuenta  con  un  potencial  humano y económico,  que  son  razones  más  que  suficientes  para  que  se  le  dé  su  independencia  política de  Quevedo  y  se  logre  así  su  ansiada  categoría  de  Cantón.
Este planteamiento tuvo el respaldo de 16 diputados de 24 y en la tarde y noche de aquel recordado día 4 de agosto; se aprueba el anhelo de todo un pueblo. Mientras eso sucedía la algarabía tanto en Quito como en Buena Fe era ardiente había alegría, bullicio, etc.  Faltaba lo más importante, su publicación en el Registro Oficial y este hecho se dio tres días después, es decir el 7 de agosto de 1992, el entonces Presidente de la República del Ecuador, el Dr. Rodrigo Borja Cevallos; puso el ejecútese al proyecto de cantonización de Buena Fe, presentado por el Congreso Nacional, y desde ese momento se convierte en Ley de la República.

## Geografía
Se encuentra ubicado en la parte Norte de la provincia de los Ríos, a 120 km de la ciudad de Babahoyo, capital provincial. El cantón tiene una superficie de 570 km², que representa el 9.2% del área provincial, en la que ocupa su extremo noroccidental; su altitud es de 102 m s. n. m. Se encuentra ubicado en la cuenca del Río Baba y sus afluentes Río San Pablo, Bimba del Toachi y Río Toachi, el Río Baba viene de la Provincia de Santo Domingo de los Tsáchilas, y el Bimbe y el Toachi de la Cordillera del Cotopaxi, son sus principales dos:  Puerto Gallina, Peripa, Salapi Chico, Salapi Grande y Agua Blanca, ríos menores: Gallina, El Congo, Conguillo, Chaume y el Bimbe. 

### Clima
De acuerdo con la clasificación climática de Köppen, Buena Fe experimenta un clima ecuatorial lluvioso (Af), el cual se caracteriza por las temperaturas altas y constantes lluvias durante todo el año. Debido a que las estaciones del año no son sensibles en la zona ecuatorial, tiene exclusivamente dos estaciones:: un pluvioso y cálido invierno, que va de diciembre a junio, y un "verano" ligeramente más fresco y seco, entre julio y noviembre. 
Su temperatura promedio anual es de 22,6 °C; con un promedio de 23,6 °C, abril es el mes más cálido, mientras julio es el mes más frío, con 21,7 °C en promedio. Es un clima isotérmico por sus constantes precipitaciones durante todo el año (amplitud térmica anual inferior a 2 °C entre el mes más frío y el más cálido), si bien la temperatura real no es extremadamente alta, la humedad hace que la sensación térmica se eleve hacia los 35 °C o más. En cuanto a la precipitación, goza de lluvias abundantes y regulares siempre superiores a 6100 mm por año; hay una diferencia de 706 mm de precipitación entre los meses más secos y los más húmedos; marzo (21 días) tiene los días más lluviosos por mes en promedio, mientras la menor cantidad de días lluviosos se mide en noviembre (17 días). La humedad relativa también es constante, con un promedio anual de 90,1%. 
| Parámetros climáticos promedio de Buena Fe, Ecuador | Parámetros climáticos promedio de Buena Fe, Ecuador | Parámetros climáticos promedio de Buena Fe, Ecuador | Parámetros climáticos promedio de Buena Fe, Ecuador | Parámetros climáticos promedio de Buena Fe, Ecuador | Parámetros climáticos promedio de Buena Fe, Ecuador | Parámetros climáticos promedio de Buena Fe, Ecuador | Parámetros climáticos promedio de Buena Fe, Ecuador | Parámetros climáticos promedio de Buena Fe, Ecuador | Parámetros climáticos promedio de Buena Fe, Ecuador | Parámetros climáticos promedio de Buena Fe, Ecuador | Parámetros climáticos promedio de Buena Fe, Ecuador | Parámetros climáticos promedio de Buena Fe, Ecuador | Parámetros climáticos promedio de Buena Fe, Ecuador |
| Mes                                                 | Ene.                                                | Feb.                                                | Mar.                                                | Abr.                                                | May.                                                | Jun.                                                | Jul.                                                | Ago.                                                | Sep.                                                | Oct.                                                | Nov.                                                | Dic.                                                | Anual                                               |
| --------------------------------------------------- | --------------------------------------------------- | --------------------------------------------------- | --------------------------------------------------- | --------------------------------------------------- | --------------------------------------------------- | --------------------------------------------------- | --------------------------------------------------- | --------------------------------------------------- | --------------------------------------------------- | --------------------------------------------------- | --------------------------------------------------- | --------------------------------------------------- | --------------------------------------------------- |
| Temp. máx. media (°C)                               | 25.4                                                | 25.8                                                | 26.3                                                | 26.4                                                | 25.9                                                | 24.9                                                | 24.4                                                | 24.7                                                | 25.2                                                | 25.6                                                | 25.9                                                | 25.8                                                | 25.5                                                |
| Temp. media (°C)                                    | 22.9                                                | 23.1                                                | 23.5                                                | 23.6                                                | 23.2                                                | 22.2                                                | 21.7                                                | 21.8                                                | 22.2                                                | 22.6                                                | 22.8                                                | 22.0                                                | 22.6                                                |
| Temp. mín. media (°C)                               | 21.4                                                | 21.5                                                | 21.8                                                | 21.9                                                | 21.7                                                | 20.7                                                | 20.1                                                | 19.9                                                | 20.1                                                | 20.5                                                | 20.8                                                | 21.2                                                | 21                                                  |
| Precipitación total (mm)                            | 822                                                 | 883                                                 | 908                                                 | 851                                                 | 641                                                 | 376                                                 | 306                                                 | 202                                                 | 224                                                 | 245                                                 | 229                                                 | 495                                                 | 6182                                                |
| Días de precipitaciones (≥ 1.0 mm)                  | 21                                                  | 20                                                  | 21                                                  | 20                                                  | 21                                                  | 20                                                  | 20                                                  | 20                                                  | 19                                                  | 19                                                  | 17                                                  | 19                                                  | 237                                                 |
| Horas de sol                                        | 130.2                                               | 134.4                                               | 161.2                                               | 141                                                 | 114.7                                               | 72                                                  | 65.1                                                | 71.3                                                | 75                                                  | 74.4                                                | 90                                                  | 114.7                                               | 1244                                                |
| Humedad relativa (%)                                | 91                                                  | 92                                                  | 91                                                  | 91                                                  | 91                                                  | 92                                                  | 92                                                  | 90                                                  | 89                                                  | 88                                                  | 86                                                  | 88                                                  | 90.1                                                |
| Fuente: Climate-data.org                            |                                                     |                                                     |                                                     |                                                     |                                                     |                                                     |                                                     |                                                     |                                                     |                                                     |                                                     |                                                     |                                                     |

### Flora y fauna
Según el proyecto denominado “GENERACIÓN DE GEOINFORMACIÓN PARA LA GESTIÓN DEL TERRITORIO A NIVEL NACIONAL ESCALA 1:25 000” SISTEMAS PRODUCTIVOS (2013), y con la ayuda de algunos moradores del cantón se pueden mencionar las siguientes especies: Fruta de pan, teca, Guasmo, muyuyo, guarumo, mango, palo prieto, mata palo, lechero, banano, plátano, arroz, maíz, cacao, niguito, Ciruelo.
La fauna es muy variada debido a su particular hidrografía y ubicación geográfica; por medio de la información proporcionada por el Municipio de Buena Fe, el Plan de Desarrollo y Ordenamiento territorial de Buena Fe, y con la ayuda de moradores del cantón se pueden mencionar las siguientes especies: Armadillo, cusumbo, guanta, guatusa, mono, ardilla, zaino, bocachico, bagre, cachuela, chalaco o chame, tilapia, garza blanca, gallinazo, pollo de agua, golondrina, colemba, azulejo, negro fino, pava de monte, garrapatero, azota gavilán.

## Política

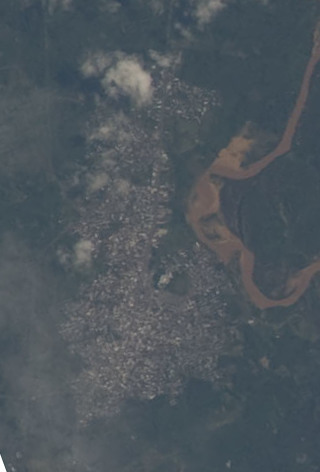
Vista aérea de la ciudad de Buena Fe.

Territorialmente, la ciudad de Buena Fe está organizada en 3 parroquias urbanas, mientras que existe una parroquia rural con las que complementa el aérea total del Cantón Buena Fe. El término "parroquia" es usado en el Ecuador para referirse a territorios dentro de la división administrativa municipal.
La ciudad de y el cantón Buena Fe, al igual que las demás localidades ecuatorianas, se rige por una municipalidad según lo previsto en la Constitución de la República. El Gobierno Autónomo Descentralizado Municipal de Buena Fe, es una entidad de gobierno seccional que administra el cantón de forma autónoma al gobierno central. La municipalidad está organizada por la separación de poderes de carácter ejecutivo representado por el alcalde, y otro de carácter legislativo conformado por los miembros del concejo cantonal.
La Municipalidad de Buena Fe, se rige principalmente sobre la base de lo estipulado en los artículos 253 y 264 de la Constitución Política de la República y en la Ley de Régimen Municipal en sus artículos 1 y 16, que establece la autonomía funcional, económica y administrativa de la Entidad.

### Alcaldía
El poder ejecutivo de la ciudad es desempeñado por un ciudadano con título de Alcalde del Cantón Buena Fe, el cual es elegido por sufragio directo en una sola vuelta electoral, sin fórmulas o binomios en las elecciones municipales. El vicealcalde no es elegido de la misma manera, ya que una vez instalado el Concejo Cantonal se elegirá entre los ediles un encargado para aquel cargo. El alcalde y el vicealcalde duran cuatro años en sus funciones, y en el caso del alcalde, tiene la opción de reelección inmediata o sucesiva. El alcalde es el máximo representante de la municipalidad y tiene voto dirimente en el concejo cantonal, mientras que el vicealcalde realiza las funciones del alcalde de modo suplente mientras no pueda ejercer sus funciones el alcalde titular.
El alcalde cuenta con su propio gabinete de administración municipal mediante múltiples direcciones de nivel de asesoría, de apoyo y operativo. Los encargados de aquellas direcciones municipales son designados por el propio alcalde. Actualmente, la Alcaldesa de Buena Fe es Diana Archundia, elegida para el periodo 2023 - 2027.

### Concejo cantonal
El poder legislativo de la ciudad es ejercido por el Concejo Cantonal de Buena Fe el cual es un pequeño parlamento unicameral que se constituye al igual que en los demás cantones mediante la disposición del artículo 253 de la Constitución Política Nacional. De acuerdo a lo establecido en la ley, la cantidad de miembros del concejo representa proporcionalmente a la población del cantón.
Buena Fe posee 7 concejales, los cuales son elegidos mediante sufragio (Sistema D'Hondt) y duran en sus funciones cuatro años pudiendo ser reelegidos indefinidamente. De los siete ediles, 6 representan a la población urbana mientras que uno representa a la parroquia rural. El alcalde y el vicealcalde presiden el concejo en sus sesiones. Al recién instalarse el concejo cantonal por primera vez los miembros eligen de entre ellos un designado para el cargo de vicealcalde de la ciudad.

### División Política
El cantón se divide en parroquias que pueden ser urbanas o rurales y son representadas por los Gobiernos Parroquiales ante la Alcaldía de Buena Fe. La urbe tiene 3 parroquias urbanas:
- 7 de agosto
- 11 de octubre
- San Jacinto de Buena Fe

## Transporte

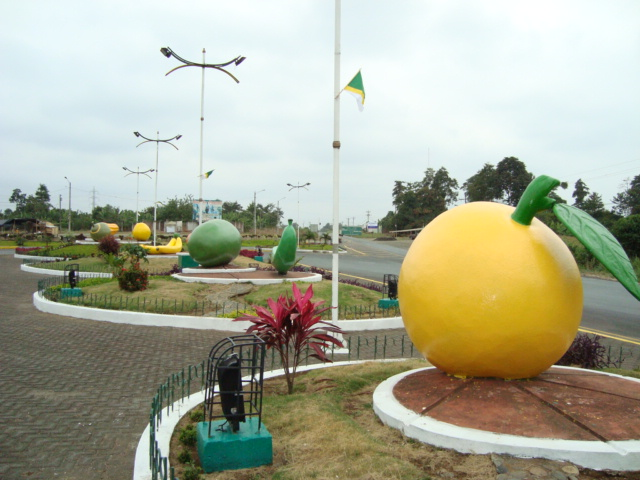
Distribuidor de tráfico al sur de la ciudad.

El transporte público es el principal medio transporte de los habitantes de la ciudad, tiene un servicio de bus público urbano en expansión. El sistema de bus no es amplio y está conformado por pocas empresas de transporte urbano. La tarifa del sistema de bus es de 0,30 USD, con descuento del 50% a grupos prioritarios (menores de edad, adultos mayores, discapacitados, entre otros). Además existen los buses interparroquiales e intercantonales para el transporte a localidades cercanas.
Buena parte de las calles de la ciudad están asfaltadas o adoquinadas, aunque algunas están desgastadas y el resto de calles son lastradas, principalmente en los barrios nuevos que se expanden en la periferia de la urbe.

### Avenidas importantes
- 7 de Agosto
- Felipe Alvares
- Germán Anchundia Barros
- Gabriel Rivera
- Mariana Rodríguez
- Ela Álava

## Parques
- Parque Central
- Polideportivo Buena fe
- Parque Infantil
- Parque De La Familia

## Medios de comunicación
La ciudad posee una red de comunicación en continuo desarrollo y modernización. En la ciudad se dispone de varios medios de comunicación como prensa escrita, radio, televisión, telefonía, Internet y mensajería postal. En algunas comunidades rurales existen telefonía e Internet satelitales.
- Telefonía: Si bien la telefonía fija se mantiene aún con un crecimiento periódico, esta ha sido desplazada muy notablemente por la telefonía celular, tanto por la enorme cobertura que ofrece y la fácil accesibilidad. Existen 3 operadoras de telefonía fija, CNT (pública), TVCABLE y Claro (privadas) y cuatro operadoras de telefonía celular, Movistar, Claro y Tuenti (privadas) y CNT (pública).

- Radio: Dentro de esta lista se menciona una gran cantidad de sistemas radiales de transmisión nacional y local e incluso de provincias vecinas.

- Medios televisivos: La mayoría son nacionales, aunque se ha incluido canales locales recientemente. El apagón analógico se estableció para el 31 de diciembre de 2019.

## Deporte
La Liga Deportiva Cantonal de Buena Fe es el organismo rector del deporte en todo el Cantón Buena Fe y por ende en la urbe se ejerce su autoridad de control. El deporte más popular en la ciudad, al igual que en todo el país, es el fútbol, siendo el deporte con mayor convocatoria. El Club Social, Cultural y Deportivo Patria, es el único equipo buenafecino activo en la Asociación de Fútbol Profesional de Los Ríos, que participa en el Campeonato Provincial de Segunda Categoría de Los Ríos. Al ser una localidad pequeña en la época de las fundaciones de los grandes equipos del país, Buena Fe carece de un equipo simbólico de la ciudad, por lo que sus habitantes son aficionados en su mayoría de los clubes guayaquileños: Barcelona Sporting Club y Club Sport Emelec. 
El principal recinto deportivo para la práctica del fútbol es el Estadio de la Liga Deportiva Cantonal de Buena Fe. Es usado mayoritariamente para la práctica del fútbol, y allí juega como local el Club Social, Cultural y Deportivo Patria; tiene capacidad para 800 espectadores. El estadio es sede de distintos eventos deportivos a nivel local, así como es escenario para varios eventos de tipo cultural, especialmente conciertos musicales.